# معجزات من الجنة (فلم)
معجزات من السماء (بالإنجليزية: Miracles from Heaven) هو فيلم درامي مسيحي أمريكي تم إنتاجه في سنة 2016 وهو من إخراج باتريسيا ريغن وتأليف راندي براون ومبنية على قصة معجزات من الجنة وبطولة جينيفر غارنر ومارتن هيندرسون وكيلي روجرز وجون كارول لينتش وأوجينيو دربيز وكوين لطيفة، قصة الفيلم تتكلم فتاة مصابة بمرض خطير يجعلها فاقدة الشهية مما يؤدي لوالديها طلب المعجزة من المسيح لإنقاذها.

## البطولة
- جينيفر غارنر بدور كريستي بيم
- كايلي روجرز بدور آنا بيم
- مارتن هندرسون بدور كيفن بيم
- أوجينيو دربز بدور دكتور نوركو
- كوين لطيفة بدور أنجيلا
- برايتون شاربينو بدور آبي بيم
- جون كارول لينتش بدور القس سكوت
- بروس ألتمان بدور الدكتور بروغي

## وصلات خارجية
- مقالات تستعمل روابط فنية بلا صلة مع ويكي بيانات
- معجزات من الجنة على قاعدة بيانات الأفلام على الإنترنت

لا توجد روابط لمواقع التواصل الاجتماعي.